# يوسيإي إيهغاوا
يوسيإي إيهغاوا (باليابانية: 江川 湧清) (مواليد 24 أكتوبر 2000) هو لاعب كرة قدم ياباني.

## وصلات خارجية
- يوسيإي إيهغاوا على موقع رابطة كرة القدم اليابانية للمحترفين (اليابانية)
- يوسيإي إيهغاوا على موقع قاعدة بيانات كرة القدم.إي يو (الإنجليزية)
- يوسيإي إيهغاوا على موقع Soccerway.com (الإنجليزية)
- يوسيإي إيهغاوا على موقع عالم كرة القدم.نت (الإنجليزية)